# Ladignac-le-Long
Ladignac-le-Long est une commune française située dans le département de la Haute-Vienne, en région Nouvelle-Aquitaine.
Ses habitants s'appellent les Ladignacois, Ladignacoises
Son église est classée au titre des monuments historiques.

## Géographie

### Généralités

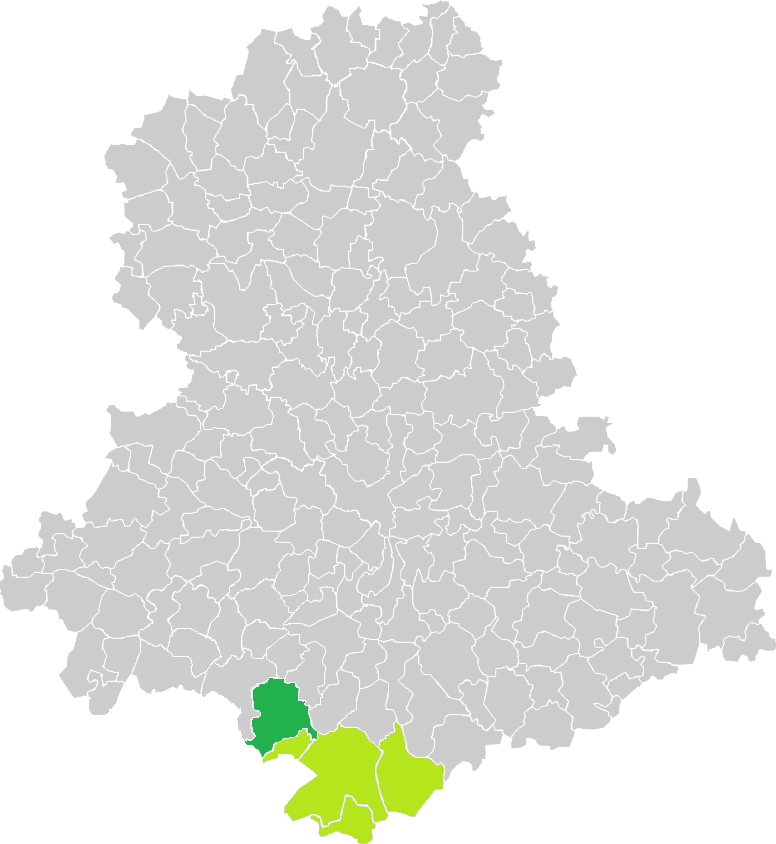
Situation de la commune de Ladignac-le-Long en Haute-Vienne.

Commune du Massif central située en Limousin dans les monts de Châlus sur l'Isle, à sa confluence avec le ruisseau Noir. La commune intègre le parc naturel régional Périgord-Limousin en 2010. La ville la plus proche est Limoges, qui est située à 30 km au nord-est.

### Communes limitrophes
Ladignac-le-Long est limitrophe de sept autres communes, dont une dans le département de la Dordogne. Au nord, le territoire communal est distant de moins de trente mètres de celui de Rilhac-Lastours, et au sud-ouest, le territoire de Saint-Priest-les-Fougères, en Dordogne, est séparé d'une soixantaine de mètres du territoire communal.

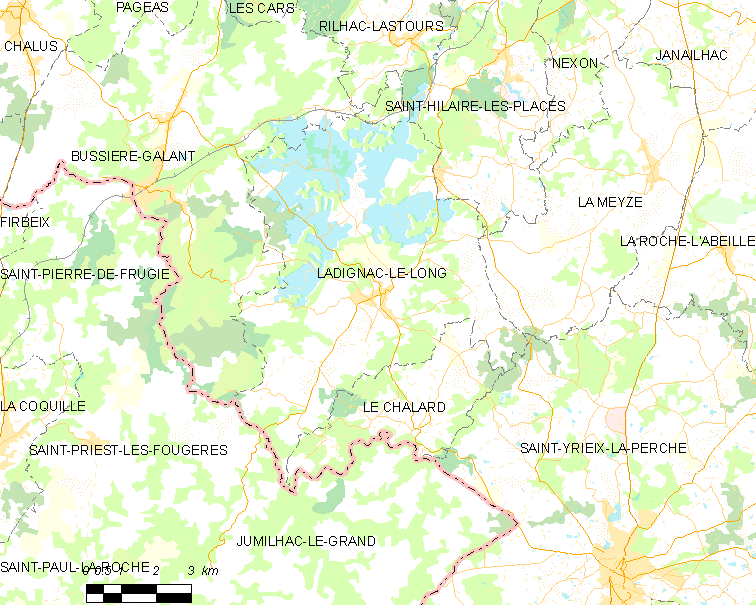
Carte de Ladignac-le-Long et des communes avoisinantes.

| Bussière-Galant              |                  | Saint-Hilaire-les-Places |
|                              | Ladignac-le-Long | La Meyze                 |
| Jumilhac-le-Grand (Dordogne) | Le Chalard       | Saint-Yrieix-la-Perche   |

### Climat
Pour des articles plus généraux, voir Climat de la Nouvelle-Aquitaine et Climat de la Haute-Vienne.
Historiquement, la commune est exposée à un climat océanique limousin.  
En 2020, Météo-France publie une typologie des climats de la France métropolitaine dans laquelle la commune est exposée à un climat océanique altéré et est dans la région climatique  Ouest et nord-ouest du Massif Central, caractérisée par une pluviométrie annuelle de 900 à 1 500 mm, maximale en automne et en hiver.
Pour la période 1971-2000, la température annuelle moyenne est de 11,2 °C, avec une amplitude thermique annuelle de 14,6 °C. Le cumul annuel moyen de précipitations est de 1 111 mm, avec 13,6 jours de précipitations en janvier et 7,9 jours en juillet. Pour la période 1991-2020, la température moyenne annuelle observée sur la station météorologique la plus proche, située sur la commune de Saint-Yrieix-la-Perche à 10,37 km à vol d'oiseau, est de 11,7 °C et le cumul annuel moyen de précipitations est de 1 130,3 mm,. Pour l'avenir, les paramètres climatiques de la commune estimés pour 2050 selon différents scénarios d’émission de gaz à effet de serre sont consultables sur un site dédié publié par Météo-France en novembre 2022.

## Urbanisme

### Typologie
Au 1er janvier 2024, Ladignac-le-Long est catégorisée commune rurale à habitat très dispersé, selon la nouvelle grille communale de densité à sept niveaux définie par l'Insee en 2022.
Elle est située hors unité urbaine. Par ailleurs la commune fait partie de l'aire d'attraction de Saint-Yrieix-la-Perche, dont elle est une commune de la couronne,. Cette aire, qui regroupe 11 communes, est catégorisée dans les aires de moins de 50 000 habitants,.

### Occupation des sols
L'occupation des sols de la commune, telle qu'elle ressort de la base de données européenne d’occupation biophysique des sols Corine Land Cover (CLC), est marquée par l'importance des territoires agricoles (66,8 % en 2018), une proportion sensiblement équivalente à celle de 1990 (66,7 %). La répartition détaillée en 2018 est la suivante : 
prairies (34,8 %), forêts (31,8 %), zones agricoles hétérogènes (31 %), zones urbanisées (1,4 %), terres arables (1 %). L'évolution de l’occupation des sols de la commune et de ses infrastructures peut être observée sur les différentes représentations cartographiques du territoire : la carte de Cassini (XVIIIe siècle), la carte d'état-major (1820-1866) et les cartes ou photos aériennes de l'IGN pour la période actuelle (1950 à aujourd'hui).

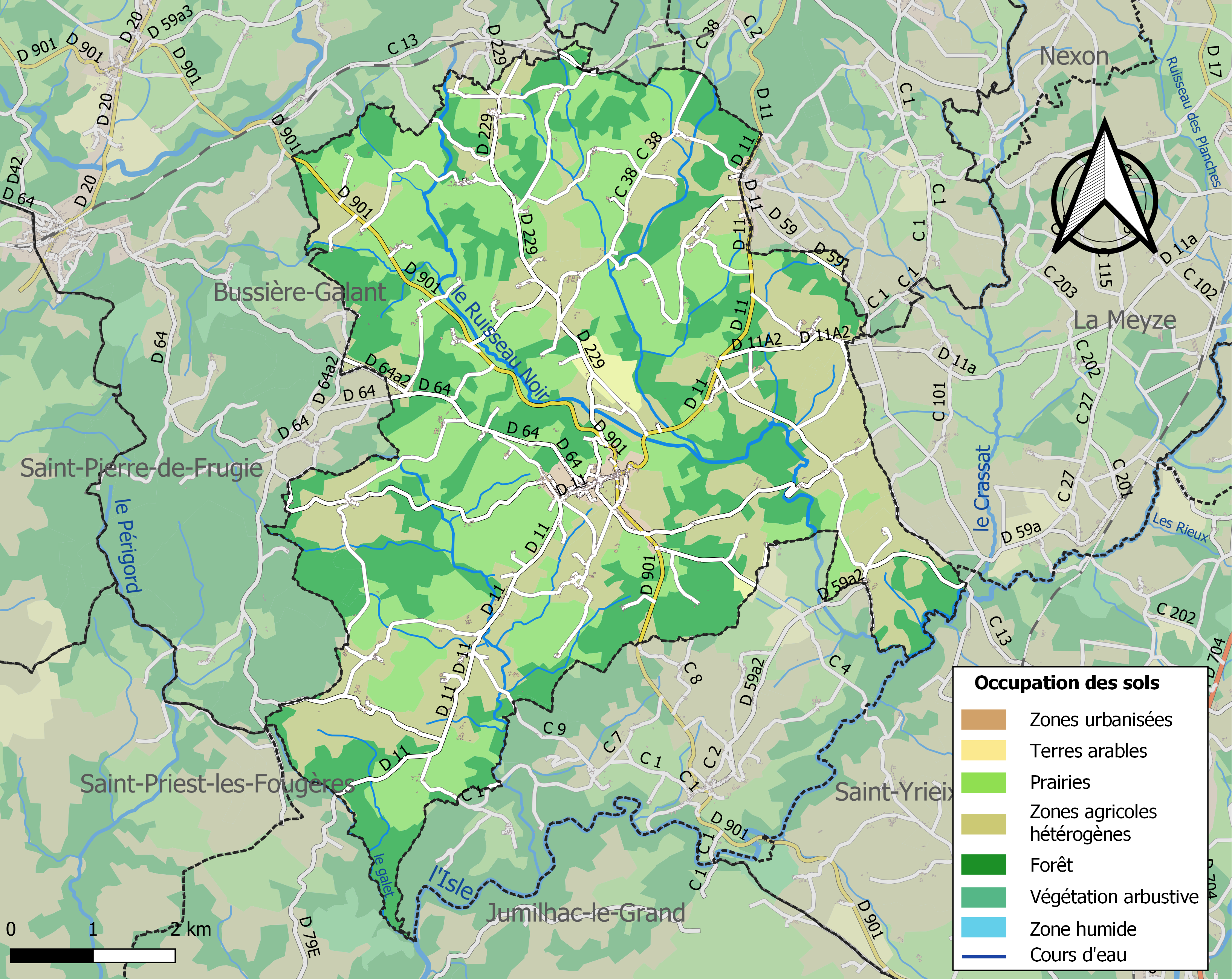
Carte des infrastructures et de l'occupation des sols de la commune en 2018 (CLC).

### Risques majeurs
Le territoire de la commune de Ladignac-le-Long est vulnérable à différents aléas naturels : météorologiques (tempête, orage, neige, grand froid, canicule ou sécheresse) et séisme (sismicité faible). Il est également exposé à un risque particulier : le risque de radon. Un site publié par le BRGM permet d'évaluer simplement et rapidement les risques d'un bien localisé soit par son adresse soit par le numéro de sa parcelle.

#### Risques naturels

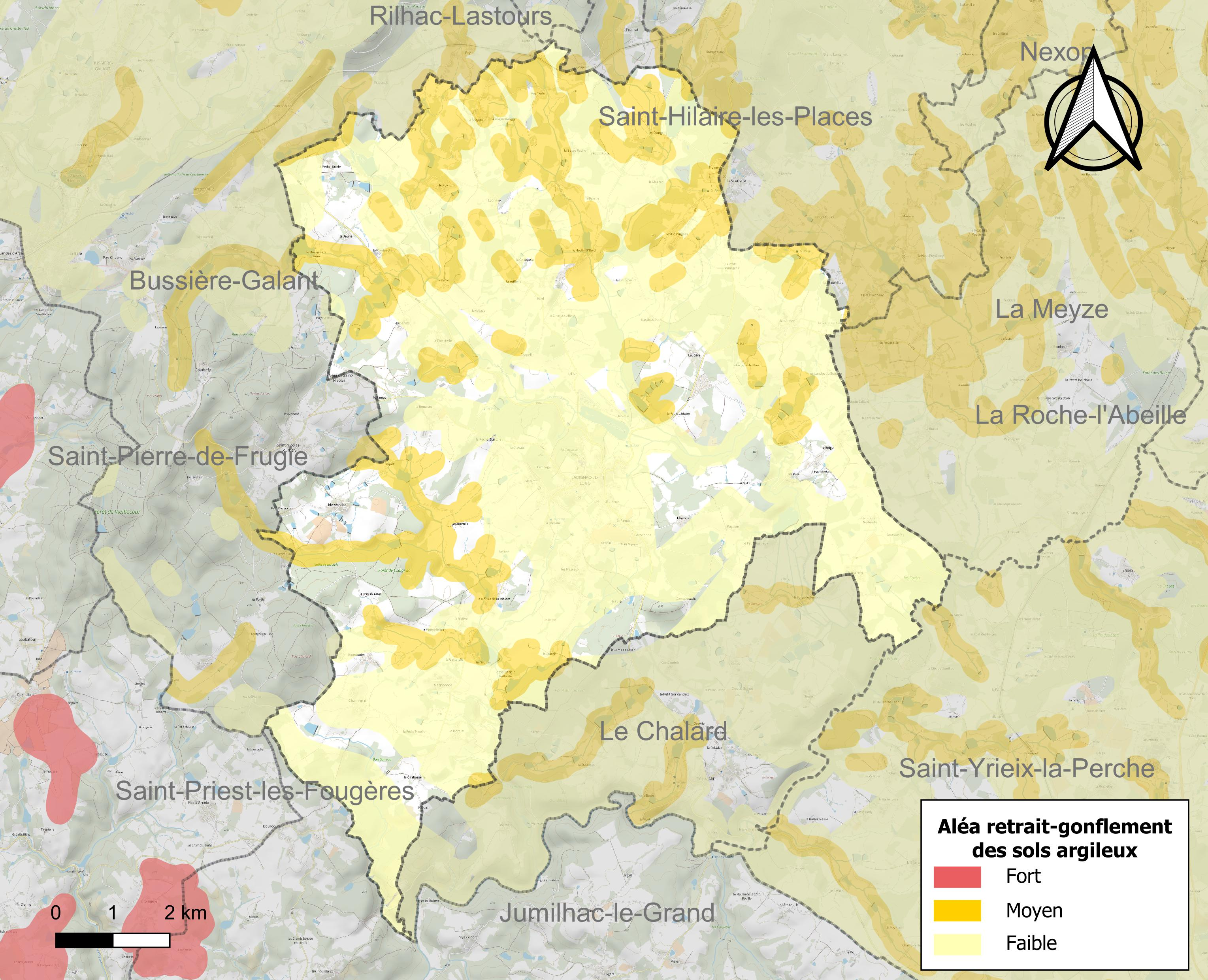
Carte des zones d'aléa retrait-gonflement des sols argileux de Ladignac-le-Long.

Le retrait-gonflement des sols argileux est susceptible d'engendrer des dommages importants aux bâtiments en cas d’alternance de périodes de sécheresse et de pluie. 23,8 % de la superficie communale est en aléa moyen ou fort (27 % au niveau départemental et 48,5 % au niveau national métropolitain). Depuis le 1er octobre 2020, en application de la loi ÉLAN, différentes contraintes s'imposent aux vendeurs, maîtres d'ouvrages ou constructeurs de biens situés dans une zone classée en aléa moyen ou fort,.
La commune a été reconnue en état de catastrophe naturelle au titre des dommages causés par les inondations et coulées de boue survenues en 1982, 1993, 1999 et 2018 et par des mouvements de terrain en 1999.

#### Risque particulier
Dans plusieurs parties du territoire national, le radon, accumulé dans certains logements ou autres locaux, peut constituer une source significative d’exposition de la population aux rayonnements ionisants. Selon la classification de 2018, la commune de Ladignac-le-Long est classée en zone 3, à savoir zone à potentiel radon significatif.

## Toponymie
En limousin, la langue régionale anciennement parlée localement, son nom se prononce « Ladignat » et s'écrit ainsi en graphie mistralienne (phonétique) tandis qu'il s'écrit Ladinhac en graphie classique.

## Histoire
Le lieu-dit Camp de César correspond à une mine d'or exploitée à l'époque de l'indépendance gauloise. Le toponyme lui a été attribué au XIXe siècle, en raison de la taille des haldes assimilées à des retranchements militaires. De nombreuses autres mines de taille variable ont été retrouvées dans toute la moitié sud de la commune. Deux villages miniers ont également été identifiés. Tous ces établissements humains se situaient au sein du district minier de Saint-Yrieix-la-Perche. L’exploitation de ces mines a été arrêtée après la conquête romaine.
L’une des mines les mieux fouillées par les archéologues dans le secteur de Saint-Yrieix est celle de Cros Gallet, dont le toponyme est justement lié à l’état du paysage une fois la mine abandonnée (qui laisse une fosse ouverte, le terme cros désignant un trou en occitan). Avant la mise en exploitation du gisement, les Gaulois ont pratiqué des sondages exploratoires qui leur ont permis de déceler l’orientation et la puissance des gisements. L’exploitation du gisement s’est faite avec la mise en place d‘un boisage dense retrouvé en place lors des fouilles. Enfin, on sait que l’importante population de mineurs et de travailleurs de surface liés à l’activité de la mine (bûcherons, métallurgistes, etc.) vivait à l'écart des mines.

### Passé ferroviaire du village

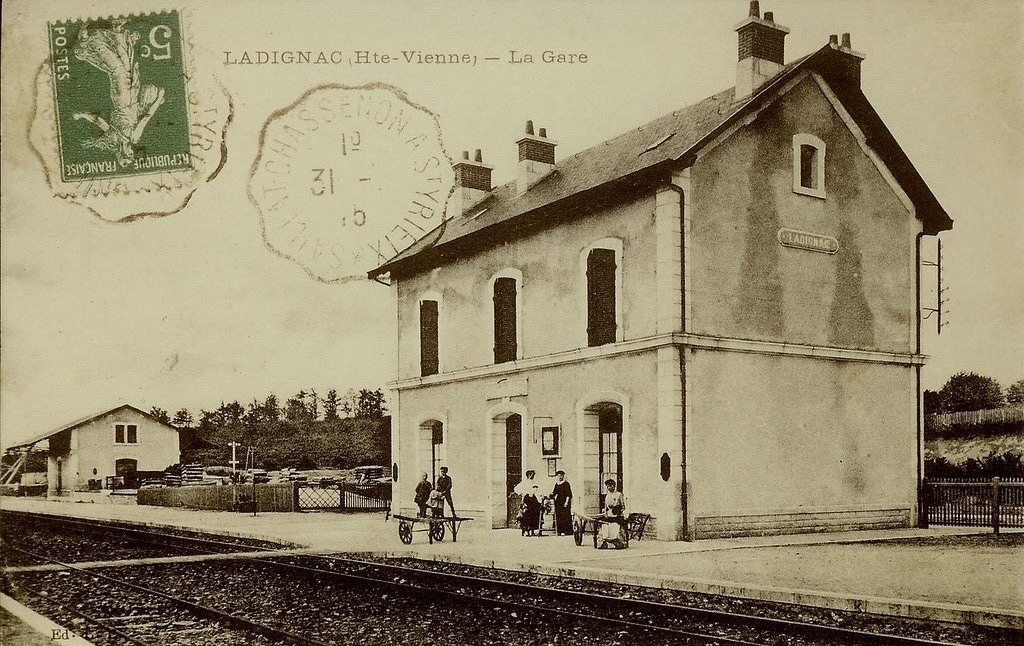
Carte postale de la gare de Ladignac comportant le timbre à date crénelé d'ambulant postal sur ligne de Saillat-Chassenon à Saint-Yrieix daté du 31 décembre 1915.

De 1905 à 1954, le village a été desservi par la Ligne de Bussière-Galant à Saint-Yrieix, qui, venant de Bussière-Galant se dirigeait ensuite vers la gare du Chalard.
À une époque où le chemin de fer était le moyen de déplacement le plus pratique, cette ligne connaissait un important trafic de passagers et de marchandises. À partir de 1950, avec l'amélioration des routes et le développement du transport automobile, le trafic ferroviaire a périclité et la ligne a été fermée en 1954. Les rails ont été retirés. Quelques tronçons de l'ancienne ligne subsistent encore au début du XXIe siècle, utilisés comme sentiers de randonnée ou chemins d'exploitation agricole.

## Politique et administration

### Liste des maires
| Période                                  | Période   | Identité              | Étiquette | Qualité |
| ---------------------------------------- | --------- | --------------------- | --------- | ------- |
| Les données manquantes sont à compléter. |           |                       |           |         |
|                                          |           |                       |           |         |
| 1989                                     | 2001      | Jean Marie Rosier     |           |         |
| 2001                                     | mars 2014 | Bernard Madore        |           |         |
| mars 2014                                | mai 2020  | Delphine Perrier-Gay  |           |         |
| mai 2020                                 | En cours  | Pierre Millet-Lacombe |           |         |

## Démographie
L'évolution du nombre d'habitants est connue à travers les recensements de la population effectués dans la commune depuis 1793. Pour les communes de moins de 10 000 habitants, une enquête de recensement portant sur toute la population est réalisée tous les cinq ans, les populations de référence des années intermédiaires étant quant à elles estimées par interpolation ou extrapolation. Pour la commune, le premier recensement exhaustif entrant dans le cadre du nouveau dispositif a été réalisé en 2008.

En 2022, la commune comptait 1 159 habitants, en évolution de −0,43 % par rapport à 2016 (Haute-Vienne : −0,68 %, France hors Mayotte : +2,11 %).
| 1793  | 1800  | 1806  | 1821  | 1831  | 1836  | 1841  | 1846  | 1851  |
| ----- | ----- | ----- | ----- | ----- | ----- | ----- | ----- | ----- |
| 2 824 | 2 544 | 1 989 | 2 400 | 2 600 | 2 566 | 2 585 | 2 697 | 2 596 |

| 1856  | 1861  | 1866  | 1872  | 1876  | 1881  | 1886  | 1891  | 1896  |
| ----- | ----- | ----- | ----- | ----- | ----- | ----- | ----- | ----- |
| 2 640 | 2 429 | 2 495 | 1 725 | 1 833 | 1 993 | 2 131 | 2 271 | 2 203 |

| 1901  | 1906  | 1911  | 1921  | 1926  | 1931  | 1936  | 1946  | 1954  |
| ----- | ----- | ----- | ----- | ----- | ----- | ----- | ----- | ----- |
| 2 397 | 2 476 | 2 516 | 2 306 | 2 149 | 2 111 | 2 088 | 1 900 | 1 700 |

| 1962  | 1968  | 1975  | 1982  | 1990  | 1999  | 2006  | 2008  | 2013  |
| ----- | ----- | ----- | ----- | ----- | ----- | ----- | ----- | ----- |
| 1 636 | 1 514 | 1 390 | 1 245 | 1 190 | 1 089 | 1 115 | 1 122 | 1 147 |

| 2018  | 2022  | - | - | - | - | - | - | - |
| ----- | ----- | - | - | - | - | - | - | - |
| 1 173 | 1 159 | - | - | - | - | - | - | - |

## Culture locale et patrimoine

### Lieux et monuments
- Église Saint-Aignan, église paroissiale classée au titre des monuments historiques en 1910[32].

### Personnalités liées à la commune
- Maison de Limoges
- Michel Moyrand (1949-), homme politique, maire de Périgueux de 2008 à 2014, est né à Ladignac-le-Long.

### Héraldique
| Blason de Ladignac-le-Long | Blason  | De gueules à cinq châteaux de trois tours d'or ouverts et ajourés de sable, ordonnés en sautoir. |
| Blason de Ladignac-le-Long | Détails | Le statut officiel du blason reste à déterminer.                                                 |

## Pour approfondir